# パンナムオープン・モンテビデオ
パンナムオープン・モンテビデオ(Pan American Open Mondevideo)はウルグアイの国際柔道大会

## 来歴
IJFワールド柔道ツアーの一環として、グランドスラム、グランプリなどに次ぐ位置付けとなったコンチネンタルオープンのうちの1大会。なお、今大会は世界ランキング対象大会であるが、国際柔道連盟主催ではなく大陸連盟主催の大会であるため、ワールド柔道ツアーには含まれない。今大会は2013年から新設された。2013年は3月16日と17日にモンテビデオで開催された。

## 名称の変遷
パンナムオープン・モンテビデオ Pan American Open Montevideo(2013- )

## 優勝者

### 男子
| 年     | 60 kg級                  | 66 kg級                  | 73 kg級                | 81 kg級                  | 90 kg級                | 100 kg級                   | 100 kg超級             |
| 2013年 | アシュリー・マッケンジー | チャールズ・チバナ       | マルコス・セイサス     | トラビス・スティーブンス | エデュアルド・サントス | ベンジャミン・フレッチャー | マシュー・クレンプナー |
| 2014年 | アシュリー・マッケンジー | デニス・ラブレンティエフ | ウゴ・ルグラン         | アントン・ニキフォロフ   | エデュアルド・シルバ   | ユーゴ・ペッサーニャ       | ソスラン・ボスタノフ   |
| 2015年 | ベスラン・ムドラノフ     | ミハイル・プリャエフ     | エドゥアルド・バルボサ | イワン・ニフォントフ     | キリル・ボプロソフ     | ルシアーノ・コヘア         | マティアズ・セライ     |

### 女子
| 年     | 48 kg級            | 52 kg級                | 57 kg級                            | 63 kg級          | 70 kg級                | 78 kg級                    | 78 kg超級        |
| 2013年 | 遠藤宏美           | リウ・チン             | ステファニー・トレンブレイ         | 田代未来         | ジュリ・アルベアル     | サマンサ・ブレイアー       | ホシェリ・ヌネス |
| 2014年 | オロル・クリモンス | ラケル・シルバ         | カトリーヌ・ボーシュマン＝ピナール | サラ・クラーク   | メーガン・フレッチャー | サマンタ・ソアレス         | ホシェリ・ヌネス |
| 2015年 | エンダ・カリージョ | ナタリア・クジュティナ | ハイオーネ・エキソアイン           | マリアナ・シルバ | マリア・ポルテラ       | アナスタシア・ドミトリエワ | メリッサ・モヒカ |

## 外部サイト
- Pan American Open Montevideo